# St. Stephan (Putzbrunn)

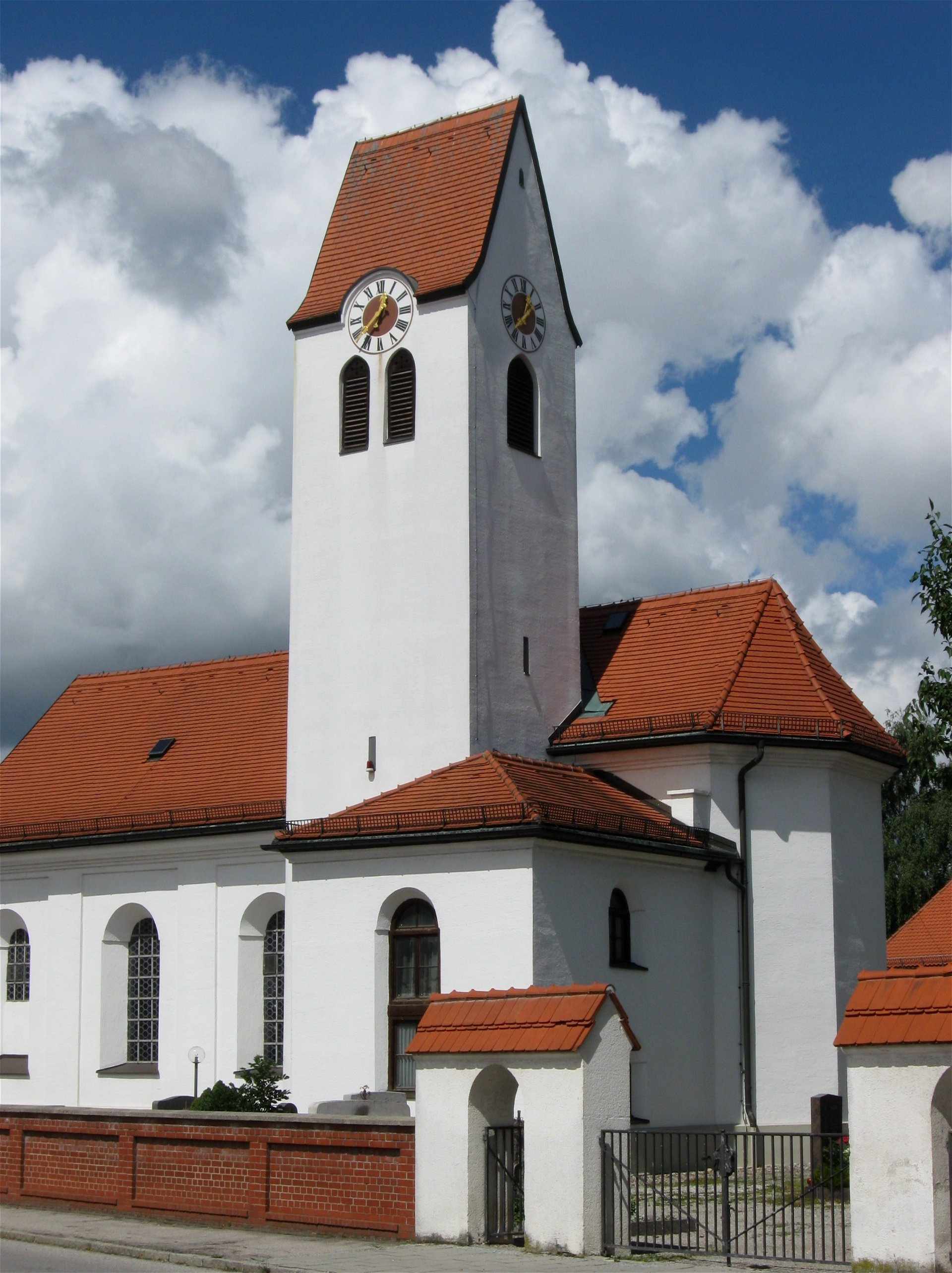
St. Stephan in Putzbrunn

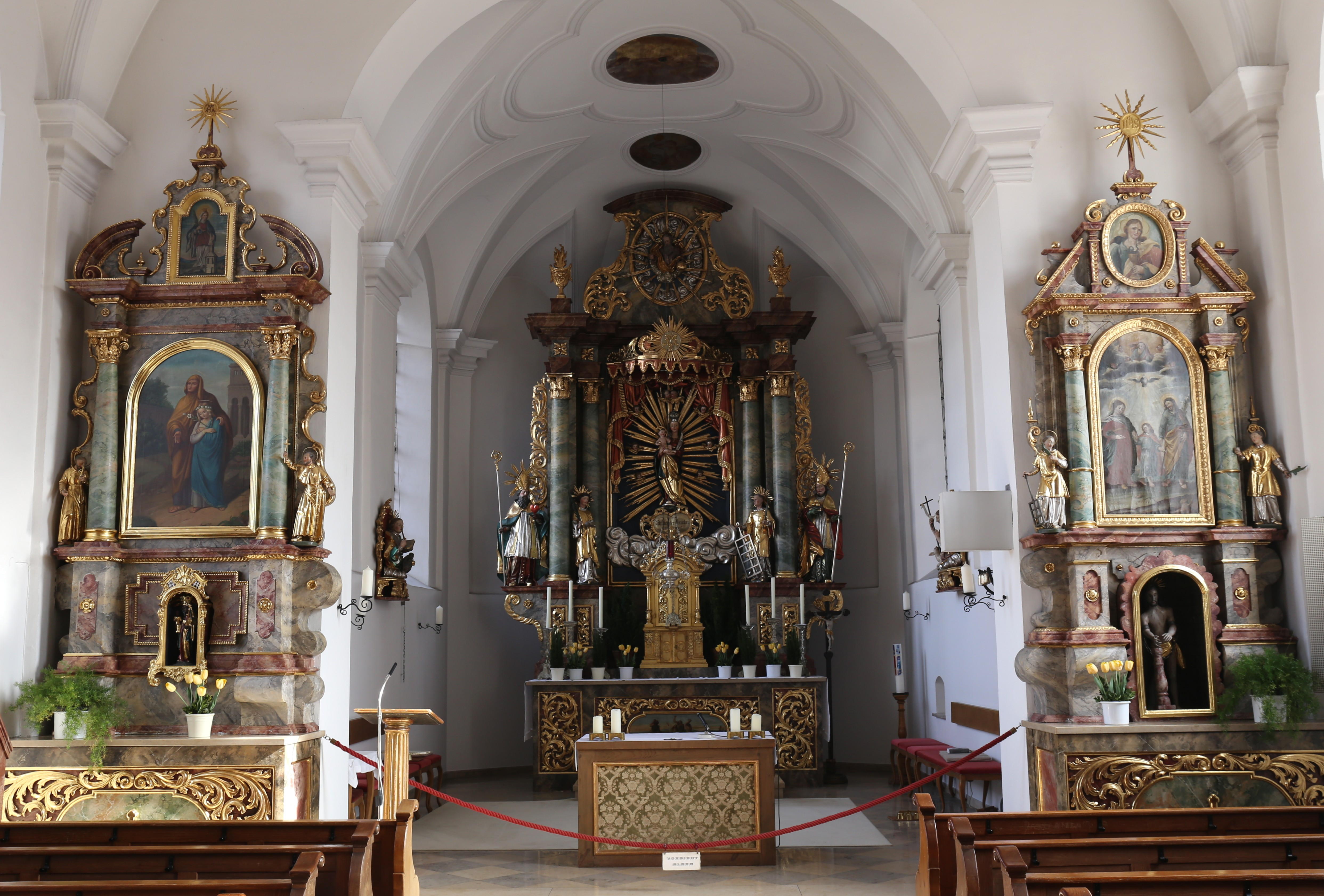
Innenraum

Die alte römisch-katholische Kirche St. Stephan steht in Putzbrunn, einer Gemeinde im oberbayerischen Landkreis München. Die Kirche steht unter Denkmalschutz und ist in der Liste der Baudenkmäler in Putzbrunn unter der Nr. D-1-84-140-1 eingetragen. Sie gehört zum Dekanat München-Südost im Erzbistum München und Freising.

## Beschreibung
Die barocke Saalkirche wurde 1723/25 erbaut. Sie besteht aus dem Langhaus, dem eingezogenen, dreiseitig geschlossenen Chor im Osten, der Sakristei und dem Chorflankenturm. Der Vorbau an der Westseite des Langhauses führt zum Portal. Der Turm enthält im oberen Bereich den Glockenstuhl und die Turmuhr. Langhaus und Chor sind mit Stichkappengewölben überspannt. Der Hochaltar von 1725 wird von den Skulpturen des Stephanus und des Laurentius von Rom flankiert. An der Emporenbrüstung sind Apostelgemälde, entstanden um 1723, angebracht.

## Orgel
Die Orgel mit sieben Registern auf einem Manual und Pedal wurde 1885 von Franz Borgias Maerz erbaut. Um 1960 erfolgte ein technischer Neubau mit pneumatischen Kegelladen von Carl Schuster im historischen Gehäuse. Die Disposition lautet:
| Manual     |       |
| Gedackt    | 8′    |
| Salicional | 8′    |
| Principal  | 4′    |
| Flöte      | 4′    |
| Waldflöte  | 2′    |
| Mixtur III | 1 ⁄3′ |

| Pedal  |     |
| Subbaß | 16′ |

- Koppel: Pedalkoppel
- Spielhilfen: Tutti